# Klaus Reichardt
Klaus Reichardt (Santos, 14 de dezembro de 1940) é um pesquisador brasileiro, titular da Academia Brasileira de Ciências na área de Ciências Agrárias desde 2006.
É professor da Escola Superior de Agricultura Luiz de Queiroz, da Universidade de São Paulo. Por sua contribuição a esse campus, que se situa na cidade de Piracicaba, recebeu o título de Cidadão Piracicabano da câmara de vereadores local.
Foi condecorado com a comenda da Ordem Nacional do Mérito Científico.